# Jim Reardon
Jim Reardon é um animador e cineasta norte-americano. Como reconhecimento, foi nomeado ao Oscar 2009 na categoria de Melhor Roteiro Original por WALL-E.